# Station Praha-Jinonice
Station Praha-Jinonice is een spoorwegstation in de Tsjechische hoofdstad Praag. Het station is gelegen in de wijk Jinonice, aan de westzijde van de stad. Het station wordt aangedaan door spoorlijn 122, die van het hoofdstation van Praag via Hostivice naar Rudná loopt. Bij station Praha-Jinonice vindt geen verkoop van treinkaartjes plaats, tickets dienen in de trein aangeschaft te worden.
Op ongeveer 200 meter afstand van het station ligt het metrostation Jinonice.
Praha hlavní nádraží ↔ Praha-Smíchov ↔ Praha-Žvahov ↔ Praha-Jinonice ↔ Praha-Cibulka ↔ Praha-Stodůlky ↔ Praha-Zličín ↔ Hostivice ↔ Hostivice-Litovice ↔ Rudná u Prahy